# Tradição Aratu
Tradição Aratu é uma cultura material flexível presente no território brasileiro desde o século IX, tendo sido moldada e difundida principalmente por agricultores sedentarizados que se instalavam nas proximidades de matas fluviais, cuja principal atividade, além da agricultura, era a produção de artefatos de cerâmica. A tradição alcançou relevante grau de dispersão territorial, difundindo, através dos anos, as diferentes atividades e costumes inerentes ao grupo por diferentes estados do atual Brasil. 
Os povos da Tradição Aratu habitavam sítios a céu aberto, os quais são qualificados por incidências de terra preta. Os Aratu são também caracterizados por viverem em solos férteis, ligados geralmente a zonas de mata, a fim de garantir a manutenção de sua cultura de subsistência.

## Características
Os principais elementos que compõem essa tradição consistem na cerâmica de tipologia simples, sem decoração interna ou externa, além de sítios a céu aberto caracterizados por grandes manchas de terra preta, com alta concentração de material cerâmico, bem como a disposição das manchas (habitações) em formato circular no entorno de um espaço (praça) central vazio de vestígios arqueológicos.
Há contato desses grupos com outros povos e tradições, o que faz com que possa variar a composição da cultura material. Dentre os principais grupos, estão os Uru (GO, MT) e os Tupi-Guarani (MG, SP).
A Tradição Aratu foi oficializada pelo Programa Nacional de Pesquisas Arqueológicas (PRONAPA) na década de 1970, quando o pesquisador Valentin Calderón desenvolveu ampla bibliografia sobre o assunto ao encontrar diversos sítios ancestrais na Bahia.

### Cerâmica Aratu
A  cerâmica Aratu é abundante em formatos e tamanhos, tal padrão é perceptível também em outros grupos sedentarizados agricultores brasileiros. Elementos minerais - grafite, hematita - e vegetais - cariapé - podiam ser usados na preparação da pasta que compunha as cerâmicas em questão.
Na morfologia dos vasilhames predominando os contornos simples, com formas em meia calota, hemisféricas, ovoides, elipsóides e periformes, presença de vasos geminados. Havia grandes urnas periformes chegando a um metro de diâmetro, podendo servir como receptáculo funerário ou como recipiente de armazenagem.

## História

### Fase Mossâmedes
Fase Mossâmedes é a fase da Tradição Aratu em que estão os sítios mais antigos dessa tradição, recebe esse nome uma vez que Mossâmedes (GO) é o nome de um dos municípios em que se encontraram os materiais mais antigos da Tradição.
Os sítios encontrados nessa região permitem concluir que a região central do Brasil como a zona central de dispersão de grupos Aratu. Esse momento é caracterizado por cerâmicas mais antigas, compostas de antiplástico de areia grossa. Também, cerâmicas compostas por uma mistura de areia glossa com cariapé vegetal. Os maiores sítios circulares são parte da Fase Mossâmedes, existindo inclusive aldeias com dois anéis concêntricos.

### Fase Itaúna
A Fase Itaúna é caracterizada por cerâmicas decoradas. As pinturas são muito marcantes nessa fase, influência da cultura material Tupi-Guarani. Característica das regiões do Espirito Santo e São Paulo, as quais são marcadas pela convivência entre a Tradição Aratu e Tupi-Guarani. O nome dessa Fase homenagem à cidade de Itaúna (MG), localidade encontrada esse tipo de cerâmica.

### Fase Sapucaí
A fase Sapucaí é caracterizada pela sua cerâmica de simplicidade decorativa, urnas periformes e vasilhames globulares. O nome dessa Fase é homenagem à cidade de Sapucaí (MG), que fica na porção sul do estado de Minas Gerais, localidade onde foi encontrada esse tipo de cerâmica.

## Dispersão Territorial
A dispersão da Tradição Aratu é caracterizadas por um processo logo e gradual. Goiás como a mais antiga datação da tradição Aratu até o momento. A dispersão da Tradição Aratu, a partir da região central - envolvendo Mato Grosso e Goiás - se deu pela ordem cronológica, estendendo-se gradualmente pelos estados contíguos: Bahia, Tocantins, Minas Gerais, São Paulo, Paraná e Espirito Santo.
A dispersão territorial da Tradição Aratu para o sul do território brasileiro pode indicar o esgotamento dos recursos naturais que seriam necessários para esses povos nos locais até então ocupados, forçando a migração dessa população para outras regiões.

### Região Central do Brasil (GO) - 810 DC - 1055 DC
Os Estados de Mato Grosso e Goiás são colocados como o principal ponto de presença Aratu no território brasileiro: expressivo desenvolvimento da cerâmica, com significativa concentração de sítios, o que permite deduzir também alta densidade demográfica.
Devido à sua ocupação antiga e central, tem-se a existência de uma complexa rede de trocas com outros grupos de outras tradições que habitam as proximidades.
É principalmente nessa porção do território brasileiro que os povos de Tradição Aratu tiveram contato expressivo com a Tradição Uru. Como resultado desse contato, há uma mudança substancial nas cerâmicas Aratu, como a introdução do cariapé e a utilização de pratos assadores.
Esse contato, que a partir de certo ponto deixa de ser apenas de contato intercâmbios culturais mas também de disputas territoriais, favoreceu a migração de povos da tradição Aratu para o norte, no estado do Tocantins, por volta do século XII.

### Bahia (BA) - 870 AD - 1360 DC
Segunda ocupação mais antiga da Tradição Aratu.
Região com concentração de grandes conjuntos de sepultamentos e urnas funerárias da Tradição Aratu, estruturas exclusivas aos assentamentos baianos dessa tradição. Essas estruturas não eram construídas necessariamente associadas às localidades de habitação, isto é, podiam estar isoladas das porções habitacionais desses povos. Pode-se associar essa dispersão como uma estratégia de ocupação do território.
Essa elevada incidência de estruturas de campos de urnas na Bahia indica que não era um local de sepultamento de um único grupo Aratu que habitava a região, mas um espaço único de sepultamento compartilhado por vários grupos Aratu.

### Tocantins (TO) - Século XII
Em Tocantins, observa-se a presença da Tradição Aratu ao longo do córrego Brejo Comprido, junto às matas de galeria. Os sítios encontrados são de formato circular, mas não aparecem em grande quantidade.

### Minas Gerais (MG) - Século XIII
A Tradição Aratu em Minas Gerais possui um traço particular: elementos Tupi-guarani em sua cultura material, uma vez que há, entre esses povos, o intercâmbio de práticas e culturas devido à proximidade geográfica. Dessa forma, encontra-se elementos ornamentais nas cerâmicas Aratu tipicamente Tupi.
Em Minas Gerais, há menos assentamentos quando em comparação com as regiões centrais e a Bahia. Há, em Minas Gerais, a concentração da Tradição Aratu sobretudo na região do Triângulo Mineiro. Não há, nesse momento, a presença de grandes aldeias circulares.

### Espirito Santo (ES) - 1345 DC - 1780 DC
No Espírito Santo, os artefatos Aratu e suas datações permitem concluir que as populações dessa localidade deviam estar associadas a um fluxo migratório oriundo dos territórios baianos. Não há grandes aldeias, há o contato com grupos Tupi e influência na composição de seus artefatos.

### São Paulo (SP) - Século XIII
Em São Paulo, houve menos assentamentos Aratu, assim como em Minas Gerais e no Espírito Santo. Nessa localidade, também com a cultural material marcada pela interação da cultura Tupi-Guarani e Tradição Aratu.

### Paraná (PR) - Século XIV
Essa datação permite concluir que se pode traçar um progressivo fluxo migratório da região central do Brasil em direção ao sul. Essa migração por todo o país evidencia que as populações da Tradição Aratu tiveram grande adaptabilidade ambiental aos diferentes biomas brasileiros.
Sítio de Apucarana - tigelas típicas em meia calota. As cerâmicas desse sítio remetem aos vasilhames da Tradição Itararé. As cerâmicas Aratu do Sítio de Apucarana tem pequena capacidade volumétrica.